# خاویر لوکس
خاویر لوکس (انگلیسی: Javier Lux؛ زادهٔ ۱۰ ژوئیهٔ ۱۹۷۷) بازیکن فوتبال اهل آرژانتین است.
از باشگاه‌هایی که در آن بازی کرده‌است می‌توان به باشگاه فوتبال استودیانتس، باشگاه فوتبال آرسنال ساراندی، باشگاه فوتبال بانفیلد، و باشگاه فوتبال راسینگ کلوب آویاندا اشاره کرد.